# Monti Küngöy Ala
I monti Küngöy Ala (in kirghiso Күңгөй Ала-Тоо?, Küŋgöy Ala-Too; lett. "monti soleggiati"), opposti ai «monti bui» (in kirghiso Тескей Ала-Тоо?, Teskey Ala-Too), noti anche come Küngey Alataū, sono una catena montuosa situata nella parte settentrionale del Tien Shan. 
Si estendono secondo un asse est-ovest per circa 280 km di lunghezza dalla gola di Boom alla valle di Kegen-Karkyrin. Hanno una larghezza media nord-sud di 32 km. Culminano con il picco Chok Tal (4770 m).